# Mindre kroknäbb
Mindre kroknäbb (Clytorhynchus vitiensis) är en fågel i familjen monarker inom ordningen tättingar.

## Utseende och läte
Mindre kroknäbb är en stor och rätt oanselig monark med en tvåfärgad kilformad och krokförsedd näbb, därav namnet. Fjäderdräkten är matt kastanjebrun med ett något gråare halsband. Den är mycket lik hona fijikroknäbb men är mindre och näbben är mycket slankare. Vanligaste lätet är en trestavig vissling, "tee-te-oooo".

## Utbredning och systematik
Mindre kroknäbb förekommer på öar i Stilla havet, från Fiji till Samoa. Den delas in i tolv underarter med följande utbredning:
- Clytorhynchus vitiensis powelli – förekommer i Amerikanska Samoa (Tau, Ofu, Olosega och Manua)
- vitiensis-gruppen
  - Clytorhynchus vitiensis brunneus – förekommer i Fiji (Kandavu, Ono och Vanuakula)
  - Clytorhynchus vitiensis vitiensis – förekommer i västra Fijiöarna
  - Clytorhynchus vitiensis buensis – förekommer i Fiji (Vanua Levu och Kioa)
  - Clytorhynchus vitiensis layardi – förekommer på Taveuni (Fiji)
  - Clytorhynchus vitiensis pontifex – förekommer i västra Fiji (Ngamea och Rambi)
  - Clytorhynchus vitiensis wiglesworthi – förekommer på Rotuma (Fiji)
  - Clytorhynchus vitiensis vatuanus – förekommer i norra Lau-arkipelagen (östra Fiji)
  - Clytorhynchus vitiensis nesiotes – förekommer i södra Lau-arkipelag (östra Fiji)
  - Clytorhynchus vitiensis heinei – förekommer i centrala Tongaöarna
- Clytorhynchus vitiensis fortunae – förekommer i Futunaöarna och Alifiöarna (Wallis och Futuna)
- Clytorhynchus vitiensis keppeli – förekommer på Keppel och Boscawenöarna (mellan Tonga och Samoa)

## Levnadssätt
Mindre kroknäbb hittas i täta buskage, mestadels i skog och beskogade områden, upp till 1200 meters höjd.

## Status
Trots det begränsade utbredningsområdet och att den tros minska i antal anses beståndet vara livskraftigt av internationella naturvårdsunionen IUCN. 